# 無刺伊神蟹
無刺伊神蟹（學名：Izanami inermis），是短尾下目（螃蟹）饅頭蟹總科黎明蟹科伊神蟹屬的一個物種，見於新喀里多尼亞的專屬經濟水域。